# Aly Raismanová
Alexandra Rose „Aly“ Raismanová, nepřechýleně Raisman (* 25. května 1994, Needham, Massachusetts) je bývalá americká sportovní gymnastka a několikanásobná olympijská vítězka. V roce 2012 byla kapitánkou ženského gymnastického družstva na letních olympijských hrách v Londýně, kde získala zlatou medaili v prostných a družstvech a bronzovou na kladině. Mimo jiné je držitelkou zlatých medailí v družstvech z Mistrovství světa ve sportovní gymnastice v Tokiu (2011) a Glasgow (2015) a stříbrné medaile v družstvech v Rotterdamu (2010).
V roce 2013 se zúčastnila taneční soutěže Dancing with the Stars, v níž se umístila na čtvrtém místě. V témže roce coby významná židovská sportovkyně zahájila Makabejské hry, známé též jako „židovské olympijské hry“, zapálením ohně na Teddyho stadionu v Tel Avivu v Izraeli.